# Torneo Federal Femenino de Básquetbol 2015
El Torneo Federal Femenino de Básquetbol de 2015 fue la segunda edición del novedoso torneo nacional de clubes de básquet femenino de Argentina y organizado por la CABB. Contó con veinticuatro equipos que clasificaron mediante torneos regionales. Además del título nacional que otorgó, tres equipos clasificaron a la SuperLiga Femenina en su segunda edición.
El Club Atlético Vélez Sarsfield se coronó campeón, obteniendo su primer título en esta competencia y, contabilizando otros torneos que ya no se disputan, noveno a nivel nacional.

## Equipos participantes
Los veinticuatro equipos que intervendrán en el certamen clasificarán mediante torneos regionales organizados por las federaciones o los comités regionales según corresponda. Una vez determinados estos equipos, la CABB toma parte del torneo, gestionando y organizando la fase nacional del mismo.
Plazas
- FEBAMBA (AFMB): 4 plazas
- Santa Fe: 4 plazas
- Entre Ríos: 4 plazas
- Región NEA (Misiones, Chaco, Corrientes y Formosa): 3 plazas
- Región NOA (Santiago del Estero, Tucumán, Salta y Jujuy): 2 plazas
- Región Cuyo (Mendoza, La Rioja, Catamarca, San Juan y San Luis): 2 plazas
- Buenos Aires: 2 plazas
- Córdoba: 1 plaza
- Región NorPatagonia (Neuquén, Río Negro y La Pampa): 1 plaza
- Región SurPatagonia (Chubut, Santa Cruz y Tierra del Fuego): 1 plaza

Finalmente, de los veinticuatro equipos programados, tan solo tomaron parte quince. Las regiones patagónica (norte y sur) y NOA no presentaron equipo alguno, mientras que la región Cuyo y la de Santa Fe tuvieron un representante menos. La provincia de Entre Ríos y la región NEA tuvieron dos equipos menos, mientras que la provincia de Buenos Aires tuvo un equipo más.
| Club                               | Procedencia                        | Estadio                     | Capacidad |
| ---------------------------------- | ---------------------------------- | --------------------------- | --------- |
| Asociación Atlética Banda Norte    | Río Cuarto, Córdoba                | Estadio Banda Norte         | 1370      |
| Club Deportivo Berazategui         | Berazategui, Buenos Aires          | Deportivo Berazategui       | 400       |
| Asociación Deportiva Hércules      | Charata, Chaco                     | —                           | —         |
| Club Atlético Ben Hur              | Rosario, Sante Fe                  | Estadio El Tala Club        | —         |
| Club Atlético Lanús                | Lanús, Buenos Aires                | Estadio Antonio Rotili      | 2000      |
| Club Atlético Peñarol              | Mar del Plata, Buenos Aires        | Microestadio Domingo Robles | —         |
| Club Atlético Rivadavia            | Necochea, Buenos Aires             | —                           | —         |
| Club Atlético Talleres             | Paraná, Entre Ríos                 | Estadio de Talleres         | 300       |
| Club Atlético Vélez Sarsfield      | Ciudad de Buenos Aires             | —                           | —         |
| Club Social y Deportivo Santa Rosa | Santa Fe, Santa Fe                 | Estadio Juan Dandrea        | 250       |
| Club de Regatas San Nicolás        | San Nicolás, Buenos Aires          | La Ribera                   | 800       |
| Club Talleres R.P.B.               | Villa Gobernador Gálvez, Santa Fe  | —                           | —         |
| Club Tomás de Rocamora             | Concepción del Uruguay, Entre Ríos | Julio César Pacagnella      | 1000      |
| Club Unión Florida                 | Florida, Buenos Aires              | Estadio Unión Florida       | 240       |
| Mendoza Básquet                    | Mendoza, Mendoza                   | —                           | —         |

1. ↑  Estadio perteneciente a El Tala Club de la misma ciudad.

### Distribución de plazas
- FEBAMBA (AFMB): 4 plazas
  - Atlético Lanús, Deportivo Berazategui, Vélez Sarsfield y Unión Florida.
- Santa Fe: 3 plazas
  - Ben Hur (Rosario), Santa Rosa (Santa Fe) y Talleres R.P.B.
- Buenos Aires: 3 plazas
  - Peñarol (Mar del Plata), Rivadavia (Necochea) y Regatas San Nicolás.
- Entre Ríos: 2 plazas
  - Talleres (Paraná) y Tomás de Rocamora.
- Región NEA: 1 plazas
  - Hércules (Charata).
- Región Cuyo: 1 plazas
  - Mendoza Básquet.
- Córdoba: 1 plaza
  - Banda Norte.

## Formato
El torneo en su etapa nacional estará dividido en cuartos de final, semifinales y hexagonal final, cada una de las cuales se disputará durante un fin de semana.
Cuartos de final
Los equipos son repartidos en zonas de cuatro equipos cada una, exceptuando una zona de tres equipos, donde juegan todos contra todos una vez y clasifican a la siguiente fase los dos primeros de cada una.
Las sedes fueron:
Zona 1, local Tomás de Rocamora, Concepción del Uruguay, Entre Ríos.
Zona 2, local Rivadavia, Necochea, Buenos Aires.
Zona 3, local Peñarol, Mar del Plata, Buenos Aires.
Zona 4, local Talleres, Paraná, Entre Ríos.
Semifinales
Los equipos son repartidos nuevamente, esta vez en dos zonas de cuatro cada una, donde juegan todos contra todos y clasifican a la siguiente fase los dos primeros de cada una.
Cuadrangular final
Los equipos son agrupados en una única zona donde se enfrentan todos contra todos. El mejor del cuadrangular se proclama campeón y los tres primeros clasifican a la siguiente edición de la SuperLiga.

## Primera fase

### Zona 1
| Equipo                        | Pts | PJ | PG | PP |
| ----------------------------- | --- | -- | -- | -- |
| Vélez Sarsfield               | 6   | 3  | 3  | 0  |
| Tomás de Rocamora             | 5   | 3  | 2  | 1  |
| Talleres RPB (V. Gob. Gálvez) | 4   | 3  | 1  | 2  |
| Regatas San Nicolás           | 3   | 3  | 0  | 3  |

|  | Avanza de fase. |

| Vélez Sarsfield   | 82 - 50 | Talleres RPB        | 27 de noviembre |
| Tomás de Rocamora | 71 - 44 | Regatas San Nicolás | 27 de noviembre |
| Vélez Sarsfield   | 79 - 36 | Regatas San Nicolás | 28 de noviembre |
| Tomás de Rocamora | 86 - 60 | Talleres RPB        | 28 de noviembre |
| Talleres RPB      | 67 - 60 | Regatas San Nicolás | 29 de noviembre |
| Tomás de Rocamora | 57 - 82 | Vélez Sarsfield     | 29 de noviembre |

### Zona 2
| Equipo               | Pts | PJ | PG | PP |
| -------------------- | --- | -- | -- | -- |
| Unión Florida        | 6   | 3  | 3  | 0  |
| Ben Hur (Rosario)    | 5   | 3  | 2  | 1  |
| Rivadavia (Necochea) | 4   | 3  | 1  | 2  |
| Hércules (Charata)   | 3   | 3  | 0  | 3  |

|  | Avanza de fase. |

| Unión Florida | 48 - 41  | Ben Hur (R)   | 27 de noviembre |
| Rivadavia (N) | 79 - 69  | Hércules      | 27 de noviembre |
| Unión Florida | 91 - 21  | Hércules      | 28 de noviembre |
| Rivadavia (N) | 58 - 85  | Ben Hur (R)   | 28 de noviembre |
| Ben Hur (R)   | 84 - 40  | Hércules      | 28 de noviembre |
| Rivadavia (N) | 31 - 116 | Unión Florida | 28 de noviembre |

### Zona 3

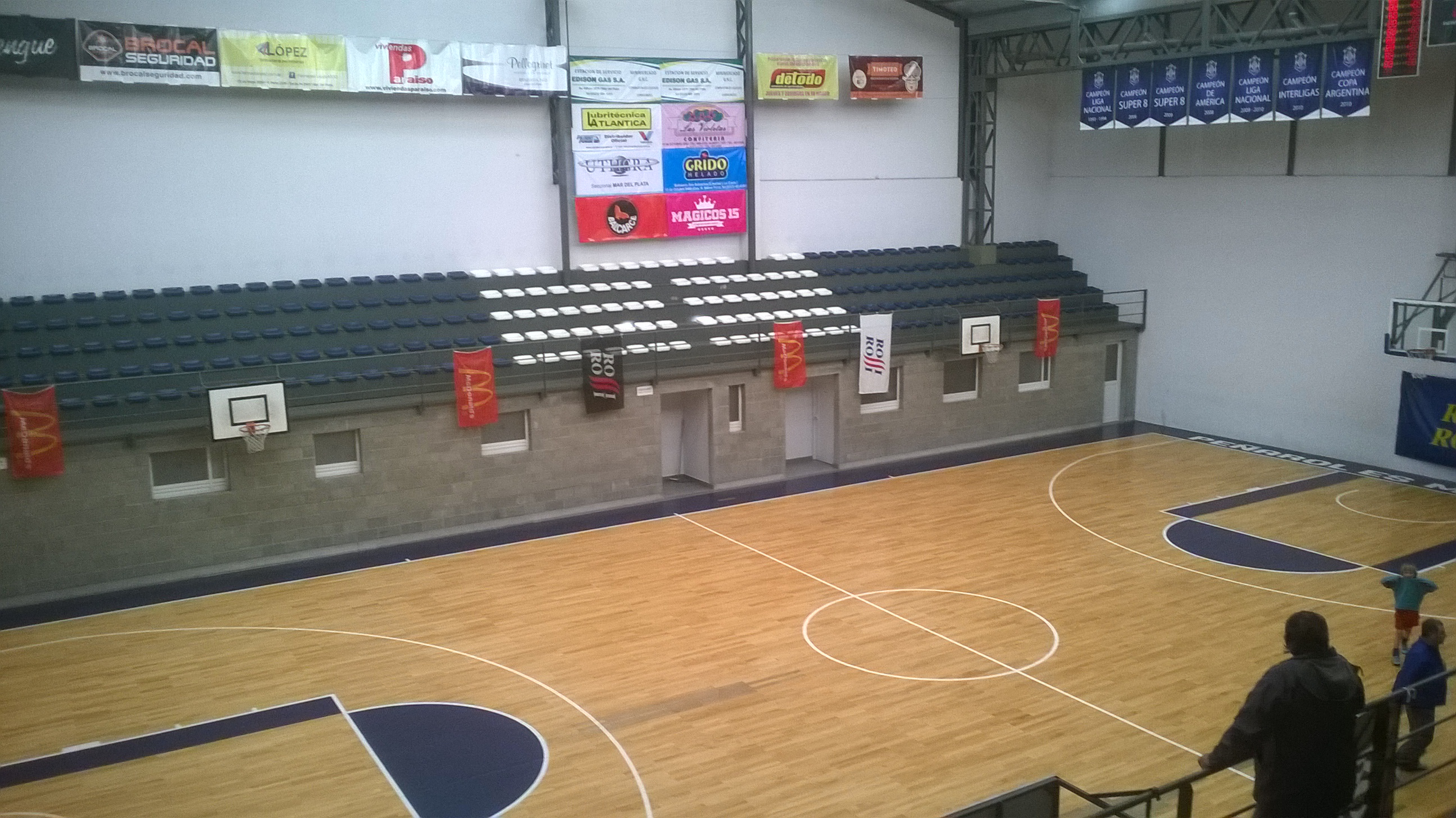
Microestadio Domingo Robles.

| Equipo          | Pts | PJ | PG | PP |
| --------------- | --- | -- | -- | -- |
| Atlético Lanús  | 6   | 3  | 3  | 0  |
| Peñarol         | 5   | 3  | 2  | 1  |
| Mendoza Básquet | 4   | 3  | 1  | 2  |
| Banda Norte     | 3   | 3  | 0  | 3  |

|  | Avanza de fase. |

| Atlético Lanús  | 75 - 42 | Mendoza Básquet | 27 de noviembre |
| Peñarol         | 72 - 54 | Banda Norte     | 27 de noviembre |
| Banda Norte     | 32 - 71 | Atlético Lanús  | 28 de noviembre |
| Peñarol         | 65 - 59 | Mendoza Básquet | 28 de noviembre |
| Mendoza Básquet | 60 - 58 | Banda Norte     | 29 de noviembre |
| Peñarol         | 44 - 88 | Atlético Lanús  | 29 de noviembre |

### Zona 4
| Equipo                | Pts | PJ | PG | PP |
| --------------------- | --- | -- | -- | -- |
| Dep. Berazategui      | 4   | 2  | 2  | 0  |
| Talleres (Paraná)     | 3   | 2  | 1  | 1  |
| Santa Rosa (Santa Fe) | 2   | 2  | 0  | 2  |

|  | Avanza de fase. |

| Santa Rosa   | 46 - 82 | Dep. Berazategui | 27 de noviembre |
| Talleres (P) | 68 - 66 | Santa Rosa       | 28 de noviembre |
| Talleres (P) | 45 - 89 | Dep. Berazategui | 29 de noviembre |

## Segunda fase

### Zona A
| Equipo            | Pts | PJ | PG | PP |
| ----------------- | --- | -- | -- | -- |
| Vélez Sarsfield   | 6   | 3  | 3  | 0  |
| Atlético Lanús    | 5   | 3  | 2  | 1  |
| Talleres (Paraná) | 4   | 3  | 1  | 2  |
| Ben Hur (Rosario) | 3   | 3  | 0  | 3  |

|  | Avanza de fase. |

| Vélez Sarsfield | 63 - 58 | Atlético Lanús  | 5 de diciembre |
| Talleres (P)    | 62 - 57 | Ben Hur (R)     | 5 de diciembre |
| Atlético Lanús  | 85 - 42 | Ben Hur (R)     | 6 de diciembre |
| Talleres (P)    | 53 - 67 | Vélez Sarsfield | 6 de diciembre |
| Ben Hur (R)     | 49 - 61 | Vélez Sarsfield | 7 de diciembre |
| Talleres (P)    | 47 - 80 | Atlético Lanús  | 7 de diciembre |

### Zona B
| Equipo            | Pts | PJ | PG | PP |
| ----------------- | --- | -- | -- | -- |
| Unión Florida     | 6   | 3  | 3  | 0  |
| Dep. Berazategui  | 5   | 3  | 2  | 1  |
| Peñarol           | 4   | 3  | 1  | 2  |
| Tomás de Rocamora | 3   | 3  | 0  | 3  |

|  | Avanza de fase. |

| Dep. Berazategui  | 76 - 43 | Peñarol           | 5 de diciembre |
| Unión Florida     | 69 - 37 | Tomás de Rocamora | 5 de diciembre |
| Unión Florida     | 76 - 40 | Peñarol           | 6 de diciembre |
| Dep. Berazategui  | 71 - 66 | Tomás de Rocamora | 6 de diciembre |
| Tomás de Rocamora | 69 - 74 | Peñarol           | 7 de diciembre |
| Dep. Berazategui  | 55 - 65 | Unión Florida     | 7 de diciembre |

## Cuadrangular final
| Equipo           | Pts | PJ | PG | PP | Des |
| ---------------- | --- | -- | -- | -- | --- |
| Vélez Sarsfield  | 5   | 3  | 2  | 1  | 1-0 |
| Unión Florida    | 5   | 3  | 2  | 1  | 0-1 |
| Dep. Berazategui | 4   | 3  | 1  | 2  | 1-0 |
| Atlético Lanús   | 4   | 3  | 1  | 2  | 0-1 |

|  | Campeón y clasificado a la Superliga. |
|  | Clasificado a la Superliga.           |

| Vélez Sarsfield  | 68 - 62 | Dep. Berazategui | 11 de diciembre |
| Unión Florida    | 55 - 49 | Atlético Lanús   | 11 de diciembre |
| Atlético Lanús   | 62 - 61 | Vélez Sarsfield  | 12 de diciembre |
| Dep. Berazategui | 58 - 70 | Unión Florida    | 12 de diciembre |
| Atlético Lanús   | 54 - 60 | Dep. Berazategui | 13 de diciembre |
| Unión Florida    | 47 - 63 | Vélez Sarsfield  | 13 de diciembre |

Club Atlético Vélez Sarsfield

Campeón

Primer título